# Al-Kaszf
Al-Kaszf (arab. الكشف) – wieś w Syrii, w muhafazie Hims. W 2004 roku liczyła 591 mieszkańców.